# Jan Gregor van der Schardt
Jan Gregor van der Schardt (Nijmegen, circa 1530 – Neurenberg, na 1581) was een Nederlands-Duits beeldhouwer van de Noordelijke renaissance.
Rond 1560 vestigde hij zich in Bologna, al reisde hij de jaren daarna veelvuldig door Italië. Van der Schardt verwierf bekendheid door zijn kleine kopieën van antieke sculpturen. In 1569 trad hij in dienst bij de keizer Maximiliaan II in Wenen en korte tijd later vestigde hij zich in Neurenberg. Daar genoot hij bescherming van de koopman-verzamelaar Paul von Praun. Een van Van der Schardts bekendste werken uit deze periode is een zelfportret (een beschilderde buste in terracotta), te bezichtigen in het Rijksmuseum in Amsterdam. Na de dood van Maximiliaan in 1576 ging Van der Schardt aan het hof van de Deense koning Frederik II werken. Drie jaar later keerde hij terug naar Neurenberg. Vermoedelijk werkte hij in de jaren 80 weer in Helsingør, Denemarken.
Ongebruikelijk voor een niet-Italiaanse kunstenaar werd zijn werk onder andere bewonderd door Giorgio Vasari.

## Galerij

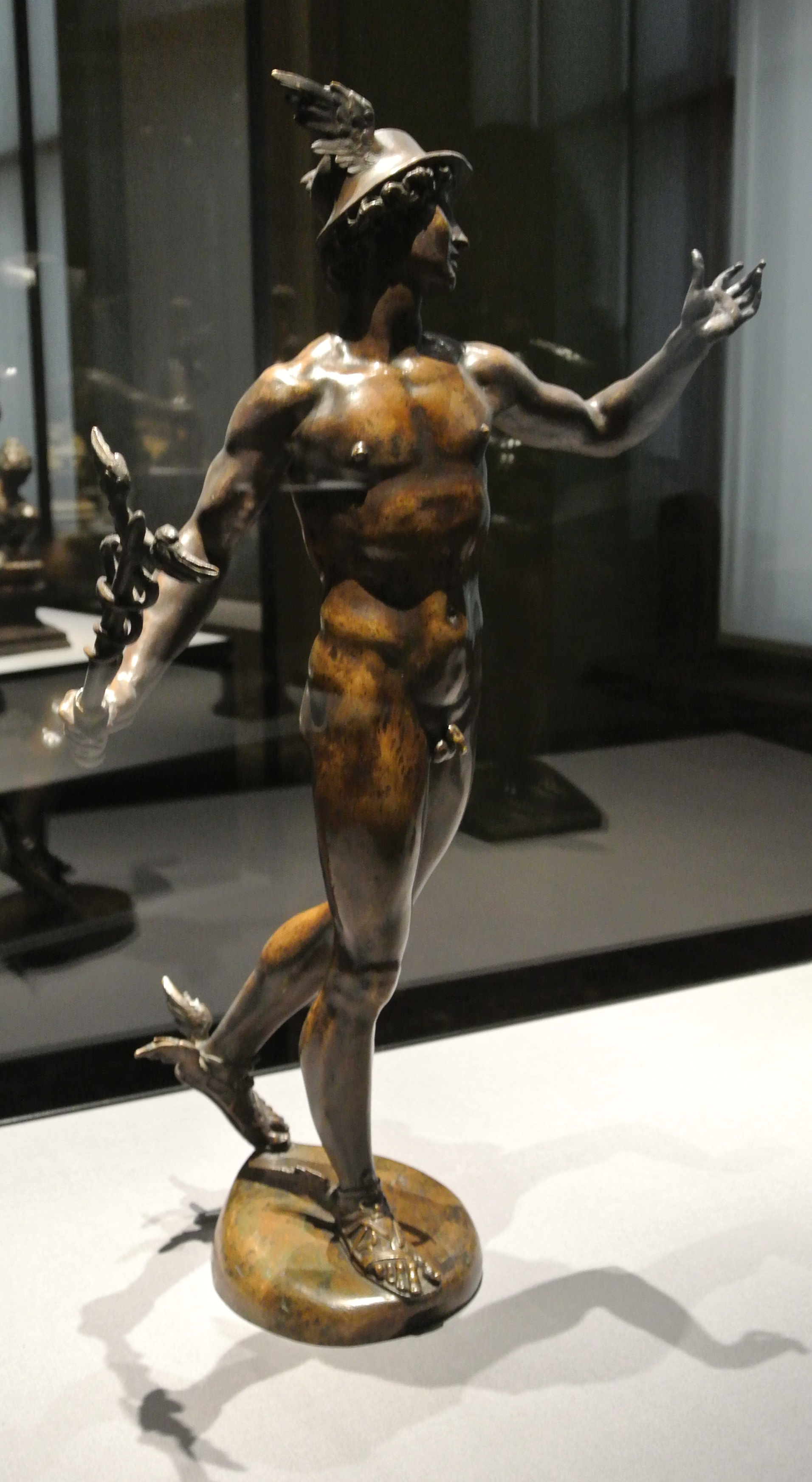
Mercurius, ca. 1570/76, Kunsthistorisches Museum
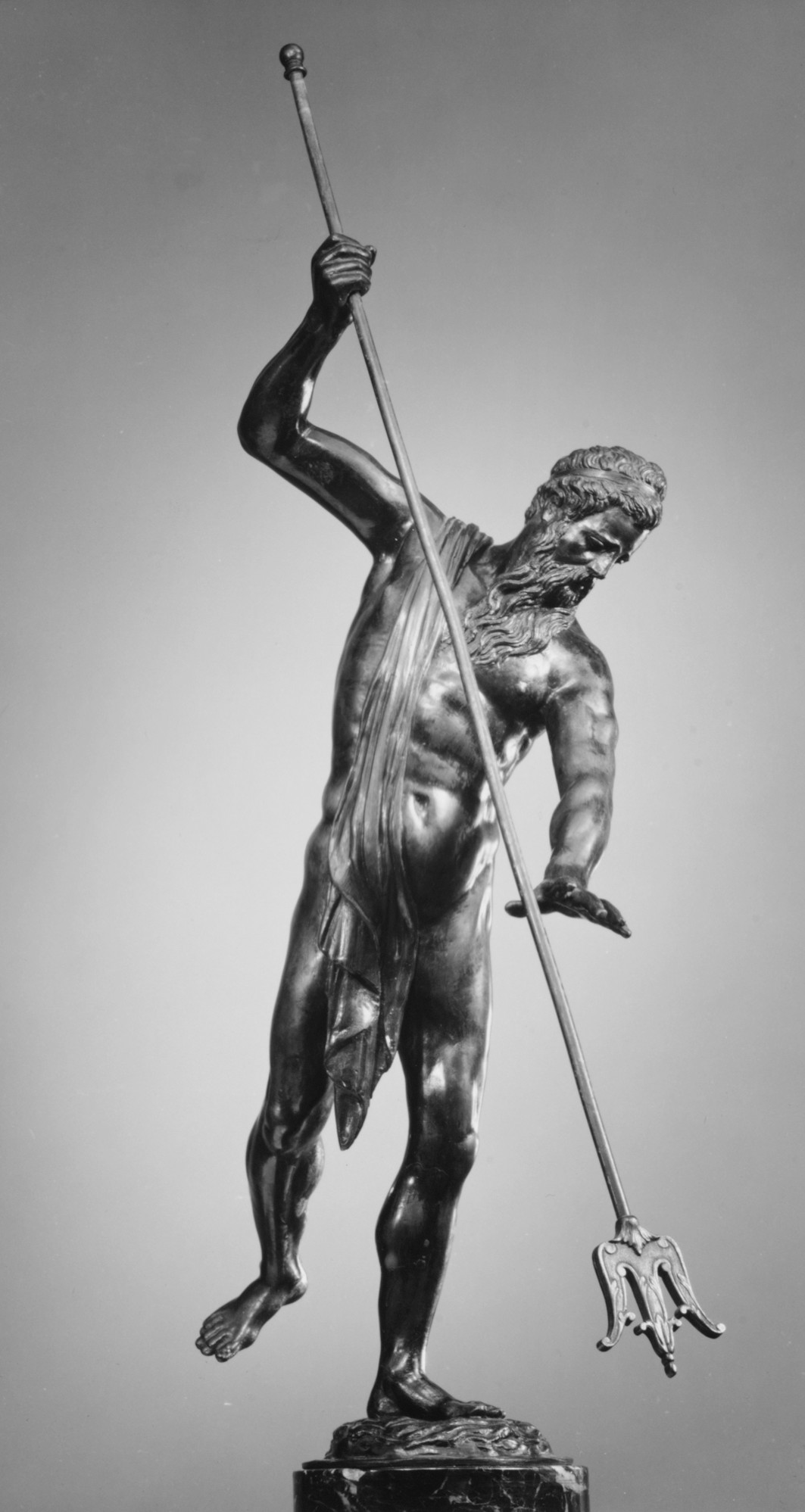
Neptunus, Metropolitan Museum of Art
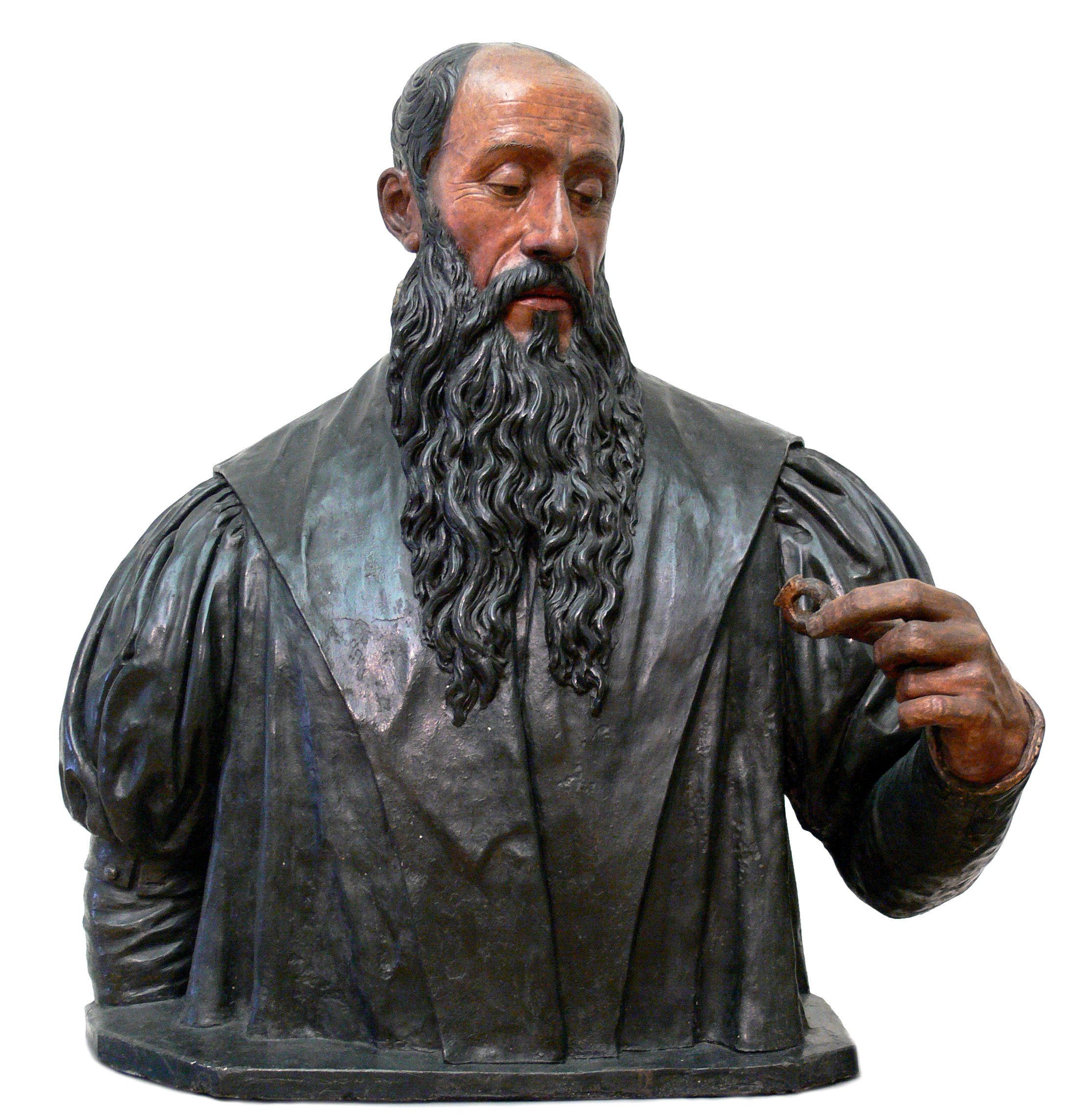
Portretbuste Willibald Imhoff de Oudere, ca. 1570 - ca. 1590
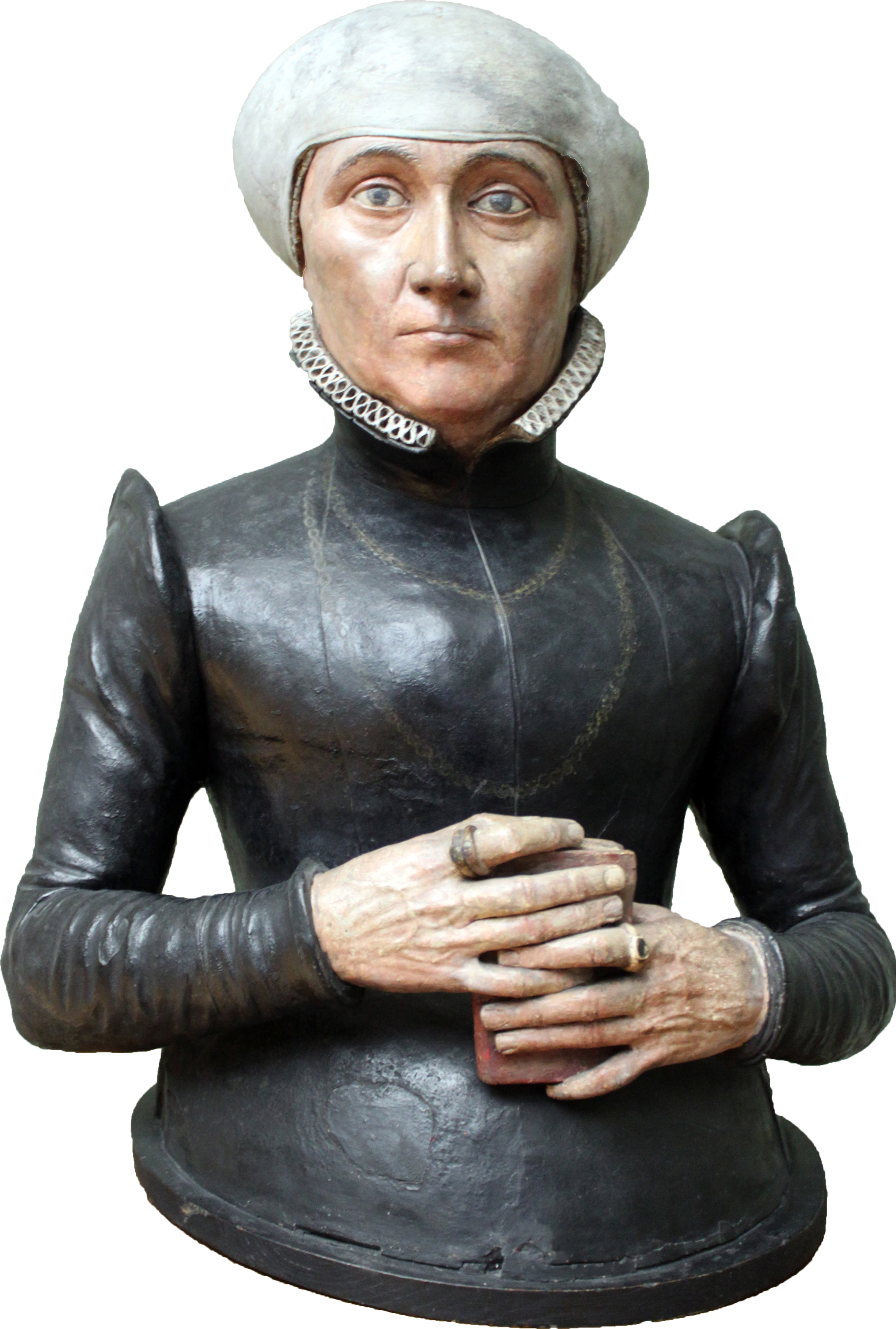
Portretbuste Anna Imhoff, 1580, Bodemuseum
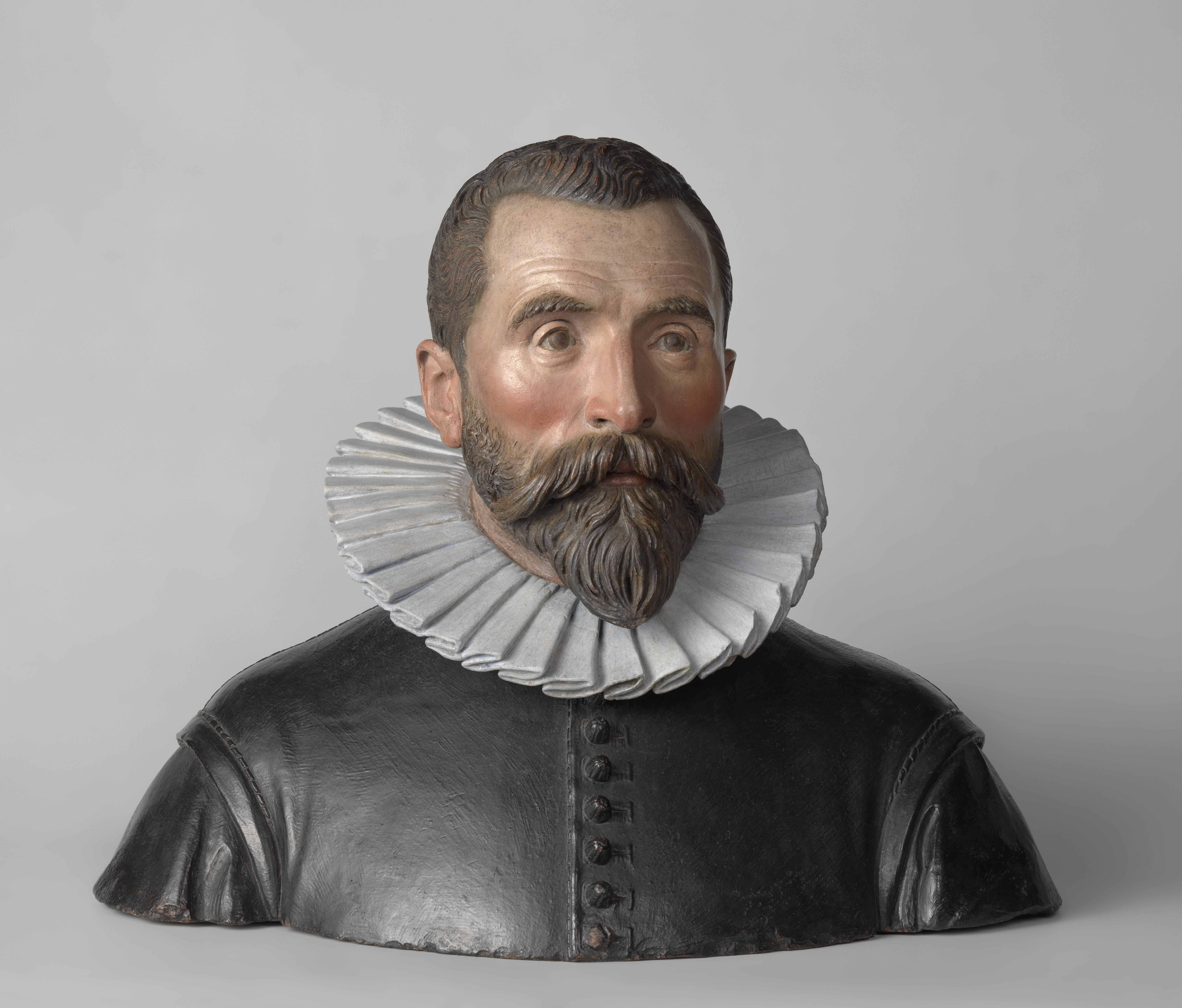
Portretbuste Johann Neudörfer de Jongere